# Кумбазар
Кумбаза́р (каз. Құмбазар) — село у складі Аральського району Кизилординської області Казахстану. Входить до складу Бекбауильського сільського округу.
Населення — 521 особа (2021; 528 у 2009, 541 у 1999, 576 у 1989).